# Número primo gemelo

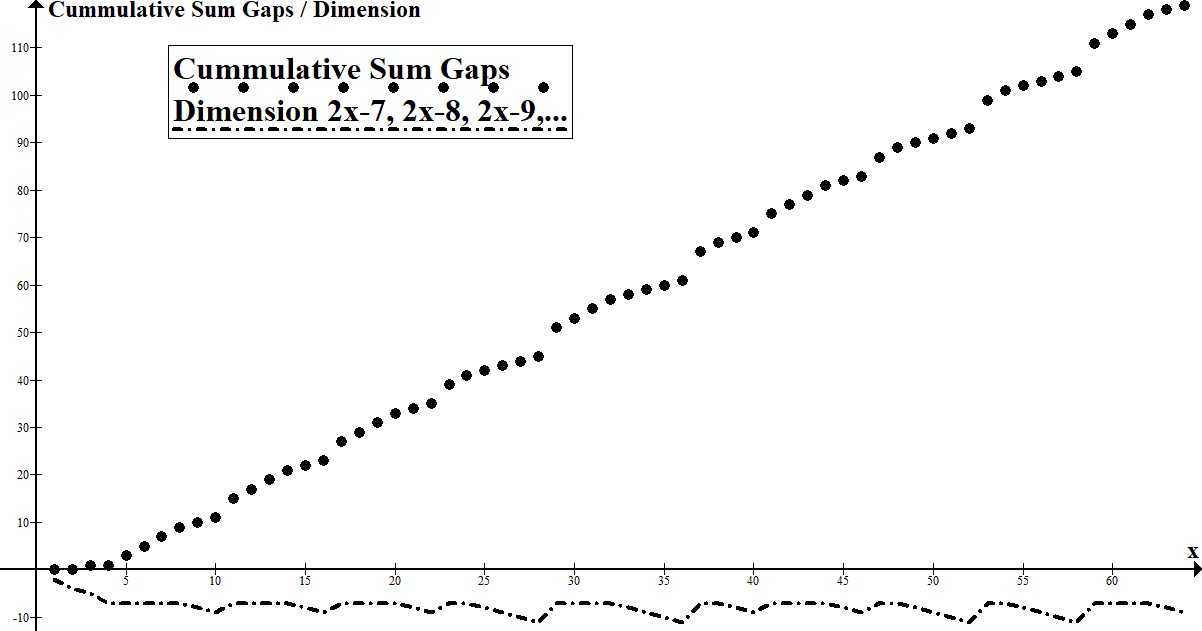
Paisaje matemático (graficado) de escala finita de números primos-compuestos usando datos obtenidos para x = 2 a 64. El gráfico inferior representa simbólicamente "Dimensiones" usando números enteros negativos cada vez más grandes.

En matemáticas, y más concretamente en teoría de números, dos números primos (p, q) son números primos gemelos si,   siendo q > p,  se cumple q – p = 2. Todos los números primos, excepto el 2, son impares. Los únicos dos números primos consecutivos son el 2 y el 3. La cuestión surge de encontrar dos números primos que sean impares consecutivos, es decir que la diferencia del mayor al menor sea 2. El primero en llamarlos así fue Paul Stäckel.

## Dúos de primos gemelos
Hay 35 dúos de números primos gemelos entre los números enteros menores que 1000, y son (A077800):
(3,  5), (5,  7), (11, 13), (17, 19), (29, 31), (41, 43), (59, 61), (71, 73),  (101, 103), (107, 109), (137, 139), (149, 151), (179, 181), (191, 193), (197, 199), (227, 229), (239, 241), (269, 271), (281, 283), (311, 313), (347, 349), (419, 421), (431, 433), (461, 463), (521, 523), (569, 571), (599, 601), (617, 619), (641, 643), (659, 661), (809, 811), (821, 823), (827, 829), (857, 859), (881, 883).

## Grandes primos gemelos
A partir de 2007, dos proyectos de computación distribuida, Twin Prime Search y PrimeGrid, han producido varios números primos gemelos récord. A agosto de 2022, el par primo gemelo más grande conocido es 2996863034895 · 21290000 ± 1, con 388.342 dígitos decimales. Fue descubierto en septiembre de 2016.
Hay 808.675.888.577.436 pares primos gemelos por debajo de 1018.
Un análisis empírico de todos los pares primos hasta 4,35 · 1015 muestra que si el número de esos pares menores que x es f(x)·x/(log x)2, entonces f(x) es aproximadamente 1,7 para x pequeños y decrece hacia alrededor de 1,3 cuando x tiende a infinito. Se conjetura que el valor límite de f (x) es igual al doble de la constante prima gemela (A114907) (que no debe confundirse con constante de Brun), según la conjetura de Hardy-Littlewood.

## Primo aislado
Un primo aislado (también conocido como primo simple o primo no gemelo) es un número primo p tal que ni p − 2 ni p + 2 es primo. En otras palabras, p no es parte de un par primo gemelo. Por ejemplo, 23 es un número primo aislado, ya que 21 y 25 son ambos compuestos.
Los primeros primos aislados son
2, 23, 37, 47, 53, 67, 79, 83, 89, 97, ... A007510
Del teorema de Brun se deduce que casi todos los primos están aislados en el sentido de que
la relación entre el número de primos aislados menores que un umbral dado n y el número de todos los primos menores que n tiende a 1 cuando n tiende a infinito.

## Propiedades
Por lo general, el par (2, 3) no se considera un par de primos gemelos. Dado que 2 es el único primo par, este par es el único par de números primos que difieren en uno; por lo tanto, los primos gemelos están lo más juntos posible para cualquier otro par de primos.
Cinco es el único primo que pertenece a dos pares, ya que todo par de primos gemelos mayor que {\displaystyle (3,5)} es de la forma {\displaystyle (6n-1,6n+1)} para algún número natural n; es decir, el número entre los dos primos es un múltiplo de 6. Como resultado, la suma de cualquier par de primos gemelos (que no sean 3 ni 5) es divisible por 12.
Dicho de otra forma, a partir del par (5, 7), el número intermedio es siempre múltiplo de 6, por ende de 2 y de 3.
Cada tercer número impar es divisible por 3, lo que requiere que tres números impares sucesivos no puedan ser primos a menos que uno de ellos sea 3. Por lo tanto, cinco es el único primo que forma parte de dos pares primos gemelos. El miembro inferior de un par es, por definición, un número primo de Chen.
Se ha demostrado que el par (m, m + 2) es primo gemelo si y solo si
{\displaystyle 4((m-1)!+1)\equiv -m{\pmod {m(m+2)}}.}
Si m − 4 o m + 6 también es primo, entonces los tres primos se denominan triplete primo.
Para un par primo gemelo de la forma (6n − 1, 6n + 1) para algún número natural n > 1, n debe tener el dígito de las unidades 0, 2, 3, 5, 7 u 8 (A002822).
En 1915, Viggo Brun probó que la suma de los inversos de todos los números primos gemelos es convergente a un número,  ahora llamado  la constante de Brun y denotado B2:
{\displaystyle B_{2}=\left({\frac {1}{3}}+{\frac {1}{5}}\right)+\left({\frac {1}{5}}+{\frac {1}{7}}\right)+\left({\frac {1}{11}}+{\frac {1}{13}}\right)+\left({\frac {1}{17}}+{\frac {1}{19}}\right)+\left({\frac {1}{29}}+{\frac {1}{31}}\right)+\cdots }
Esto contrasta con la suma de los inversos de todos los primos, que diverge. Calculando los primos gemelos hasta 1014 (y al mismo tiempo descubriendo el error de división del Intel Pentium), Thomas Nicely estimó la constante de Brun en 1,902160578. La mejor estimación hasta la actualidad es la de Pascal Sebah y Patrick Demichel publicada en el año 2002, con todos los primos gemelos hasta 1016, obteniendo 1,902160583104 como aproximación. 
Se ha demostrado que el par n, n + 2 es de números primos gemelos si y solo si:
{\displaystyle 4((n-1)!+1)\equiv -n{\pmod {n(n+2)}}}

### Distribución de los números primos gemelos
No se sabe si existen infinitos números primos gemelos, aunque se cree ampliamente que sí. Este es el contenido de la conjetura de los números primos gemelos. Una forma fuerte de la conjetura de los números primos gemelos, la conjetura de Hardy-Littlewood, postula una ley de distribución de los números primos gemelos similar al teorema de los números primos:
{\displaystyle \pi _{2}(x)\sim 2C_{2}\int _{2}^{x}{dt \over (\ln t)^{2}}}
donde C2 es la constante de los números primos gemelos, definida mediante el siguiente producto de Euler:
{\displaystyle \prod _{\textstyle {p\;{\rm {primo}} \atop p\geq 3}}\left(1-{\frac {1}{(p-1)^{2}}}\right)=0,66016118\ldots }
Los números primos gemelos más grandes conocidos son el par 2996863034895 · 21290000 - 1 y 2996863034895 · 21290000 + 1, que tienen 388342 dígitos y fueron descubiertos en septiembre de 2016
Hay 808.675.888.577.436 pares de primos gemelos menores que 1018.

## Proposiciones relativas a los primos gemelos

### Teoremas

#### Teorema de Brun
En 1915, Viggo Brun demostró que la suma de los recíprocos de los primos gemelos era convergente. Este famoso resultado, conocido como el teorema de Brun, fue el primer uso de la criba de Brun y ayudó a iniciar el desarrollo de la teoría de cribas moderna. La versión revisada del argumento de Brun se puede usar para demostrar que el número de primos gemelos menores que N no excede
{\displaystyle {\frac {CN}{(\log N)^{2}}}}
para alguna constante absoluta C > 0. De hecho, está acotada superiormente por
{\displaystyle {\frac {C'N}{(\log N)^{2}}}\left(1+O\left({\frac {\log \log N}{\log N}}\right)\right),}
donde {\displaystyle C'=8C_{2}}, donde C2 es la constante prima gemela, dada en la primera conjetura de Hardy-Littlewood.

#### Otros teoremas
En 1940, Paul Erdős demostró que existe una constante c < 1 e infinitamente numerosos primos p tales que (p′ − p) < (c ln p) donde p′ denota el siguiente primo después de p. Lo que esto significa es que se pueden encontrar infinitos intervalos que contengan dos números primos (p,p′) siempre y cuando se permita que estos intervalos crezcan lentamente en tamaño a medida que se avanza hacia números primos cada vez más grandes. Aquí, "crecer lentamente" significa que la longitud de estos intervalos puede crecer logarítmicamente. Este resultado fue mejorando sucesivamente, y en 1986 Helmut Maier demostró que existe una constante c < 0.25. En 2004 Daniel Goldston y Cem Yıldırım demostraron que la constante podría mejorarse aún más a c = 0.085786… En 2005, Goldston, János Pintz y Yıldırım establecieron que c se puede elegir para que sea arbitrariamente pequeño,, es decir,
{\displaystyle \liminf _{n\to \infty }{\frac {p_{n+1}-p_{n}}{\log p_{n}}}=0.}
Por otro lado, este resultado no descarta que no haya infinitos intervalos que contengan dos números primos si solo se permite que los intervalos crezcan en tamaño como, por ejemplo, c ln ln p.
Al asumir la conjetura de Elliott–Halberstam o una versión un poco más débil, pudieron demostrar que hay infinitos n tales que al menos dos de n, n + 2, n + 6, n + 8, n + 12, n + 18, o n + 20 son primos. Bajo una hipótesis más fuerte demostraron que para un número infinito de n, al menos dos de los n, n + 2, n + 4 , y n + 6 son primos.
El resultado de Yitang Zhang,
{\displaystyle \liminf _{n\to \infty }(p_{n+1}-p_{n})<N\;{\text{ con }}\;N=7\times 10^{7},}
es una mejora importante en el resultado de Goldston-Graham-Pintz-Yıldırım. La optimización del Polymath Project del límite de Zhang y el trabajo de Maynard han reducido el límite: el límite inferior es como máximo 246.

### Conjeturas

#### Conjetura de los números primos
La cuestión de si existen infinitos números primos gemelos ha sido una de las grandes preguntas abiertas en teoría de números durante muchos años. Este es el contenido de la conjetura de los primos gemelos, que establece que hay infinitos primos p tales que p + 2 también es primo. En 1849, de Polignac hizo la conjetura más general de que para cada número natural k, hay infinitos números primos p tales que p + 2k también es primo. El caso k = 1 de la conjetura de Polignac es la conjetura de los primos gemelos.
Una forma más fuerte de la conjetura de los primos gemelos, la conjetura de Hardy-Littlewood (véase más abajo), postula una ley de distribución para los primos gemelos similar a la del teorema de los números primos.
El 17 de abril de 2013, Yitang Zhang anunció una prueba de que para algún número entero N menor que 70 millones, hay infinitos pares de números primos que difieren en N. El artículo de Zhang fue aceptado por Annals of Mathematics a principios de mayo de 2013. Terence Tao posteriormente propuso un esfuerzo colaborativo en el Polymath Project para optimizar el límite de Zhang. A partir del 14 de abril de 2014, un año después del anuncio de Zhang, el límite se redujo a 246. Estos límites mejorados se descubrieron utilizando un enfoque diferente que era más simple que el de Zhang y que James Maynard y Terence Tao descubrieron de forma independiente. Este segundo enfoque también proporcionó límites para la f(m) más pequeña necesaria para garantizar que una cantidad infinita de intervalos de ancho f(m) contengan al menos m primos. Además (consúltese también la siguiente sección), asumiendo la conjetura de Elliott–Halberstam y su forma generalizada, el wiki del proyecto Polymath establece que el límite es 12 y 6, respectivamente.
Un fortalecimiento de la conjetura de Goldbach, si se prueba, también probaría que hay un número infinito de primos gemelos, al igual que la existencia del cero de Siegel.

#### Primera conjetura de Hardy-Littlewood
La conjetura de Hardy-Littlewood (llamada así por Godfrey Harold Hardy y John Littlewood) es una generalización de la conjetura de los primos gemelos. Se ocupa de la distribución de k-tuplas de números primos, incluidos los primos gemelos, en analogía con el teorema de los números primos. Sea π2(x), que denota el número de primos p ≤ x tales que p + 2 también es primo. Defínase la constante prima gemela C2 como
{\displaystyle C_{2}=\prod _{\textstyle {p\;{\rm {primo}} \atop p\geq 3}}\left(1-{\frac {1}{(p-1)^{2}}}\right)\approx 0.660161815846869573927812110014\dots }
(aquí el producto se extiende sobre todos los números primos p ≥ 3). Entonces, un caso especial de la primera conjetura de Hardy-Littlewood es que
{\displaystyle \pi _{2}(x)\sim 2C_{2}{\frac {x}{(\ln x)^{2}}}\sim 2C_{2}\int _{2}^{x}{dt \over (\ln t)^{2}}}
en el sentido de que el cociente de las dos expresiones tiende a 1 cuando x tiende a infinito. (El segundo ~ no es parte de la conjetura y está probado por métodos de integración.)
La conjetura puede justificarse (pero no probarse) suponiendo que (1 / ln t) describe la función de densidad de probabilidad de la distribución prima. Esta suposición, sugerida por el teorema de los números primos, implica la conjetura de los primos gemelos, como se muestra en la fórmula para π2(x) anterior.
La primera conjetura completamente general de Hardy-Littlewood sobre K-tuplas primas (que no se proporciona aquí) implica que la segunda conjetura de Hardy-Littlewood es falsa.
Esta conjetura ha sido extendida por la conjetura de Dickson.

#### Conjetura de Polignac
La conjetura de Polignac de 1849 establece que por cada entero par positivo k, hay infinitos pares primos consecutivos p y p′ tales que p′ − p = k (es decir, hay infinitas diferencias entre primos consecutivos de tamaño k). El caso k = 2 es la conjetura de los primos gemelos. La conjetura aún no se ha probado ni refutado para ningún valor específico de k, pero el resultado de Zhang prueba que es cierta para al menos un valor (actualmente desconocido) de k. De hecho, si tal k no existiera, entonces para cualquier número natural par positivo N hay como máximo un número finito de n tales que pn+1 − pn = m para todo m < N y así para n suficientemente grande se tiene que pn+1 − pn > N, lo que contradiría el resultado de Zhang.